# Web profunda (pel·lícula)
Web profunda (Deep web) és una pel·lícula documental de 2015 dirigida per Alex Winter, descrivint els esdeveniments relacionats amb el mercat negre en línia Silk Road, bitcoin i la política del web fosc.
El documental gira entorn del judici de Ross Ulbricht, suposat fundador de Silk Road, amb entrevistes amb el redactor de Wired, Andy Greenberg, i el desenvolupador Amir Taaki. La narració ve a càrrec de Keanu Reeves, entusiasta del bitcoin. La pel·lícula fou estrenada el 2015 al festival de cinema South By Southwest, i fou emesa el 31 de maig de 2015, a la xarxa Epix.